# Dux Raetiae primae et secundae

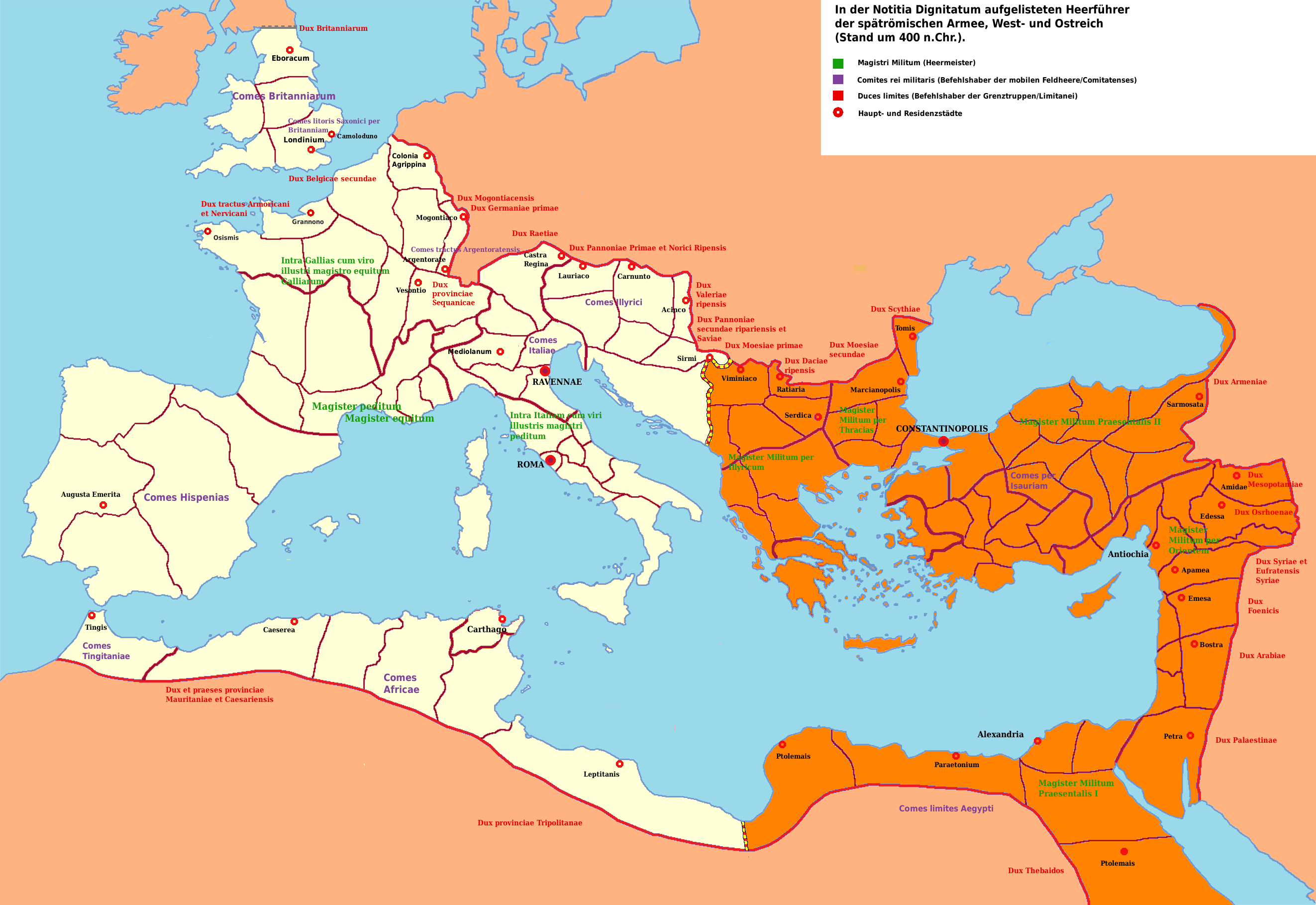
Heerführer der Comitatenses und Limitanei im 5. Jahrhundert n. Chr.

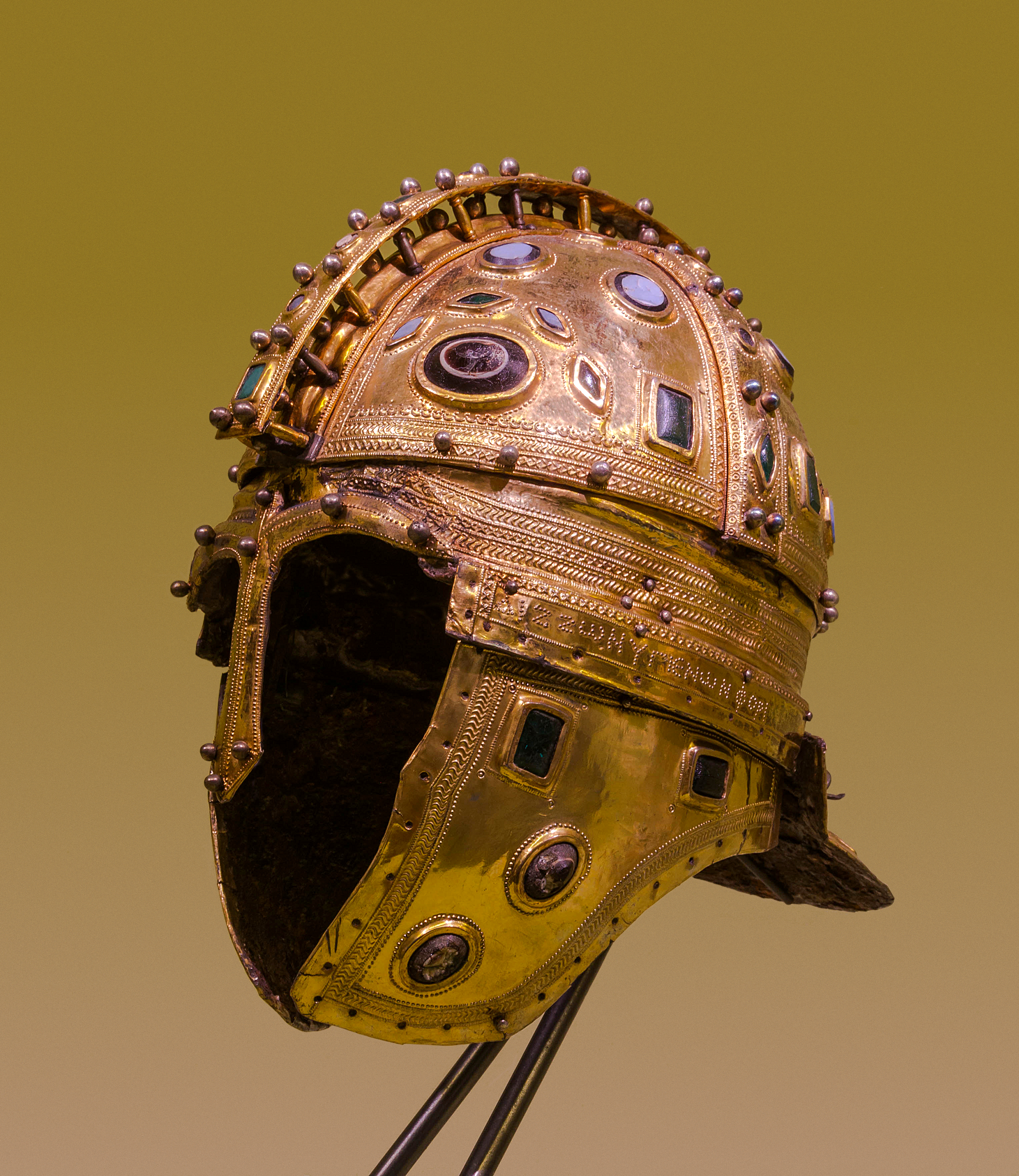
Spätrömischer Offiziershelm (Typ Berkasovo) aus der 1. Hälfte des 4. Jahrhunderts,  Muzej Vojvodine, Novi Sad
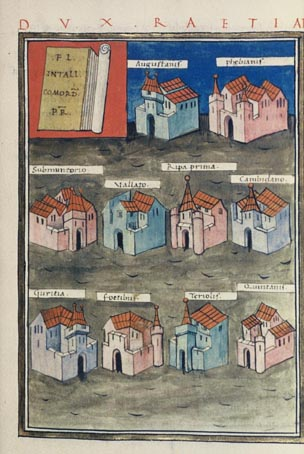
Notitia Dignitatum: Darstellung der rätischen Kastelle Augustanis, Phebianis, Submuntorio, Vallato, Ripa prima, Cambidano, Guntia, Foetibus, Teriolis und Quintanis
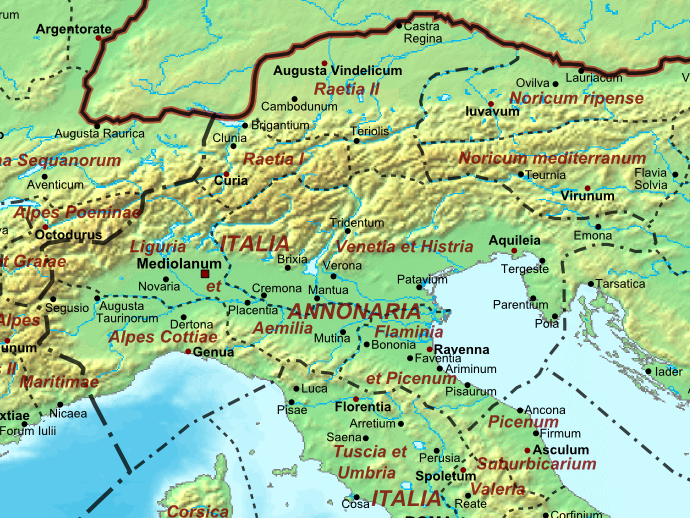
Der Verantwortungsbereich des Dux (Raetia I und II) zu Beginn des 5. Jahrhunderts
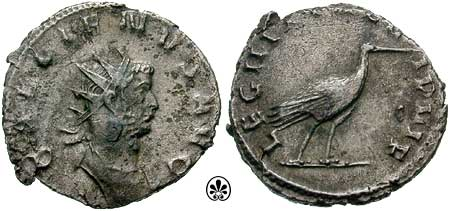
Antoninian des Gallienus, geprägt um 260. Am Revers die Abbildung eines Storches, das Wappentier der leg(io) III Ital(ica) P(ia) F(idelis)

Der Dux provinciae Raetiae primae et secundae, „Heerführer der ersten und zweiten Provinz Rätien“, war der offizielle Titel des spätrömischen Grenztruppenkommandeurs (dux limitis) der Provinz Rätien. Das Amt wurde im Zuge der von Kaiser Diokletian (284–305) begonnenen Staatsreformen um 310 eingeführt. Der Dux Raetiae unterstand dem Magister militum.

## Funktion
Die Provinz unterstand zivil und militärisch bis etwa 170 einem Prokurator im Ritterrang, dann, bedingt durch die Stationierung der legio III Italica, einem Senator, ein Statthalter mit größerer Kommandobefugnis. Laut der Notitia Dignitatum unterstand die Zivilverwaltung nach Teilung der Provinz unter Diokletian zwei gleichrangigen praesides. Der Dux limitis von Rätien kontrollierte die Militärverwaltung und befehligte die Limitanei in den Grenzkastellen und zwei Gardereitereinheiten der Comitatenses (equites stablesiani iuniores/seniores). Im Gegensatz zu seinem Amtskollegen in Ufernoricum/Pannonnia I, des Dux Pannoniae Primae et Norici Ripensis, der laut dem spätantiken Staatshandbuch Notitia Dignitatum keine binnennorischen Garnisonen unter seinem Befehl hatte, kommandierte er die Streitkräfte beider rätischer Teilprovinzen. In der Hierarchie des kaiserlichen Hofs zählte der Dux zur höchsten Rangklasse der Viri spectabiles.
Namentlich bekannte Duces:
- Jacobus (unter Kaiser Flavius Honorius, um 401)
- Servatius (unter König Theoderich zwischen 474 und 526)

## Hauptquartier
Bisher ist es in der Forschung unklar, ob, beziehungsweise wie lange, das Hauptquartier der raetischen Militärverwaltung in Regensburg oder in Augsburg, der alten Provinzhauptstadt Rätiens, eingerichtet worden ist. Aus Augsburg sind zwei Funde aus konstantinischer Zeit bekannt geworden, die darauf hindeuten, dass der Dux und sein Stab dort ansässig waren. 1897 wurden in einer Kiesgrube bei Augsburg-Pfersee zwei spätrömische Kammhelme geborgen, die reich verziert und mit vergoldeten Silberblech überzogen waren. Der in seiner Zeitstellung und Machart vergleichbare Offiziershelm von Deurne wurde 1910 südlich dieser niederländischen Stadt gefunden. Aufgrund der eingeritzten Namenszeichen konnte sein Träger einer Gardekavallerieeinheit (Equites Stablesiani) zugeordnet werden. Möglicherweise gehörte auch ein – ebenfalls bei Augsburg – auf einem Acker aufgefundener Ehrenring des Kaisers Konstantin I. mit der Aufschrift Fidem Constantino ("In Treue für Konstantin") einem Gefolgsmann des Dux. Bis 2003 wurden beispielsweise in der konstantinischen Residenzstadt Treveri/Trier drei Ringe mit derselben Aufschrift entdeckt, was Hinweise auf Beziehungen seines Trägers zum Kaiserhaus geben könnte. Auch ein mit Niello verziertes Dosenortband einer spätantiken Schwertscheide aus Pfärrle dürfte einst einem hochrangigen Offizier gehört haben.
Bei Grabungen in Regensburg/Niedermünster, in der Nordostecke des im Jahr 179 errichteten Legionslagers wurden 2008 repräsentative Gebäudereste aufgedeckt. Man nimmt an, dass es sich dabei um ein separiertes Binnen- oder Restkastell gehandelt hat. Bemerkenswert macht den Befund vor allem der Umstand, dass in diesem Bereich auch die spätere agilofingische Pfalz lag. Die Ausgräber glauben, dass die Befunde im Niedermünster ein stichhaltiges Indiz dafür sind, den Dux Raetiae mit seinem Stab bis zum Ende römischer Militärpräsenz in Rätien um 475 in Regensburg zu verorten.

## Verwaltungsstab
Das Officium (Verwaltungsstab) des Dux umfasste folgende Ämter:
- Principem ex officiis magistrorum militum praesentalium alternis annis (Kanzleivorsteher, wurde alle zwei Jahre vom Heermeister neu bestellt)
- Numerarios duos, ex utrisque officiis praesentalibus singulos (zwei Buchführer)
- Commentariensem ex utrisque officiis alternis annis (Rechtsgelehrte, für zwei Jahre bestellt)
- Adiutorem (Assistent)
- Subadiuuam (Hilfskraft)
- Regrendarium (Verwalter)
- Exceptores (Juristen)
- Singulares et reliquos officiales (Leibwächter und sonstige Beamte)

## Grenzorganisation
Die raetische Grenze war in mehrere Militärbezirke aufgegliedert, an deren Spitze ein Offizier im Rang eines Präfekten einer im Rang höhergestellten Truppe, einer Legion, einer Ala (Reitertruppe) oder eines mit milites bezeichneten Verbandes stand. Ihm waren die von Tribunen befehligten Kohorten (Infanterie) unterstellt.
- pars superior: Der obere Abschnitt erstreckte sich entlang des Donauufers. Er war noch zusätzlich in eine ripa prima (westlich von Kastell Eining) und eine – in der Notitia nicht eigens genannte – ripa secunda (ab Eining donauabwärts) unterteilt.
- pars media: Der mittlere Abschnitt von der Iller bis Vemania.
- pars inferior: Der untere Abschnitt, vermutlich ab dem Unterlauf der Argen bis an den Bodensee.

## Truppen
Die Notitia Dignitatum zeigt die Verteilung der im spätantiken Rätien stationierten Truppenverbände. Auffallend ist das Verschwinden der meisten Hilfstruppenkontingente und ihr Ersatz durch wohl am Ende des 3. Jahrhunderts neu aufgestellte Einheiten. Bis ins 5. Jahrhundert blieben nur jene Truppenteile bestehen, die auch schon im 3. Jahrhundert am Südufer der Donau und nicht direkt am obergermanisch-rätischen Limes gelegen hatten.
An altem Truppenbestand waren noch vorhanden:
- die früher komplett in Castra Regina stationierte Legio III Italica,
- die Cohors nona (nova) Batavorum in Castra Batava und
- die Cohors III Britannorum in Eining.

Im Zuge der diokletianisch-konstantinischen Reformen war die Legio III Italica in sechs Teileinheiten aufgespalten worden. Eine Resttruppe war anfangs noch in ihrem Stammlager kaserniert. Alle anderen Einheiten waren Neuaufstellungen wie ihre Beinamen (Herculea, Valeria) vermuten lassen. Die ala I Raetorum Flavia wurde etwa nach dem Gentilnamen Konstantins I. benannt. Auch tauchten völlig neue Bezeichnungen auf, wie zum Beispiel die equites Stablesiani (Gardereiterei) und der numerus barcariorum. Ab der Zeit Konstantins I. wurden mehrheitlich germanische Söldner für das rätische Heer angeworben. Dies ergab eine Auswertung der Gräberfunde von Günzburg und Neuburg. Die größten Einheiten standen in Submuntorio und Vallato mit je einer Legionsvexillation der legio III Italica und einer Reiterabteilung der Garde. Auch diese beiden Festungen lagen schon südlich der Donau. Am Strom selbst waren noch Passau, Eining, Günzburg und mehrere heute nicht mehr exakt zu lokalisierende Kastelle bemannt. Ganz im Osten der Provinz stand eine Einheit der Limitanei am Innübergang bei Pons Aeni. Am Bodensee operierte von Brecantia aus eine Flottille von Wachschiffen.
Die offensichtlich schon veraltete Truppenliste dieses Dux scheint unkorrigiert in die letzte Fassung der Notitia Dignitatum eingefügt worden zu sein, da einige der Limitaneieinheiten in der Zwischenzeit schon längst in andere Kastelle verlegt worden waren. Hier insbesondere zu nennen sind die fünf Vexillationen der Legion tertia Italica, von der die Tertiani Italica in der Armee des Comes Illyrici abzustammen scheint.

## Distributio Numerorum
Laut der ND Occ. standen dem Dux 21 Einheiten zur Verfügung:
| Offiziere/Einheit/Kastelle                                                                                | Bemerkung | Abbildung |
| --- | --- | --------- |
| | Infanterie/Flotte: |           |
| Praefectus legionis tertiae Italicae partis superioris, Castra Regina, nunc (= nun in) Vallato            | Die Resttruppe der Legio III Italica die irgendwann im 5. Jahrhundert aus ihrem Stammlager Regensburg nach Vallato verlegt wurde. Vermutlich ein bislang unentdecktes Kastell bei Weltenburg. |           |
| Praefectus legionis tertiae Italicae partis superioris deputatae ripae primae, Submuntorio                | |           |
| Praefectus legionis tertiae Italicae pro parte media praetendentis a Vimania Cassiliacum usque, Cambidano | |           |
| Praefectus militum Ursariensium, Guntiae                                                                  | Der Praefekt kommandierte wahrscheinlich dieselbe Einheit, die in der Liste des gallischen Teils der Armee des Magister Equitum als Ursarienses geführt werden. |           |
| Praefectus legionis tertiae Italicae transvectioni specierum deputatae, Foetibus                          | Eine Vexillation der rätischen Stammlegion lag zur Sicherung des Nachschubs in Füssen. |           |
| Praefectus legionis tertiae Italicae transvectioni specierum deputatae, Teriolis                          | Eine Vexillation der rätischen Stammlegion stand wohl ab 300 zur Sicherung des Nachschubs im Inntal. Möglicherweise war ihr Präfekt auch für die Verwaltung der Lagerhäuser in Veldidena verantwortlich. |           |
| Tribunus cohortis novae Batavorum, Batavis                                                                | |           |
| Tribunus cohortis tertiae Brittonum, Abusina                                                              | |           |
| Tribunus cohortis sextae Valeriaae Raetorum, Venaxamodorum                                                | Die Raeti werden in der Notitia Dignitatum unter den Einheiten des Magister Peditum als auxilia palatina geführt. Sie wurden wahrscheinlich aus den hier angegebenen Kohorten, die Raetorum in ihrer Einheitsbezeichnung führten herausgezogen oder sind vielleicht das Ergebnis einer Verschmelzung mehrerer raetischer Einheiten. |           |
| Tribunus cohortis primae Herculeae Raetorum, Parroduno                                                    | |           |
| Tribunus cohortis quintae Valeriae Frygum, Pinianis                                                       | |           |
| Tribunus cohortis tertiae Herculeae Pannoniorum, Caelio                                                   | Der Namenszusatz Herculea lässt vermuten, dass diese Einheit unter den Tetrarchen aufgestellt wurde. Sie war wohl ursprünglich Teil der Armee von Diokletians Mitregent Maximian, dessen Beiname Herculius (von Herkules) war. |           |
| Tribunus gentis per Raetias deputatae, Teriolis                                                           | Ob mit der gens das keltische Volk der Breonen gemeint sind, ist noch umstritten. Vermutlich kommandierte der Tribun eine vor Ort ausgehobene Miliz (populares oder gentiles). |           |
| Tribunus cohortis Herculeae Pannoniorum, Arbore                                                           | |           |
| Praefectus numeri barbaricariorum, Confluentibus siue Brecantia                                           | Barbaricariorum bedeutet eigentlich "Goldsticker" (siehe Brokatstoff). Obwohl mehrere Fabricae (Fabrik) im zivilen Teil der Notitia erwähnt werden, erscheint diese als Bezeichnung für eine Militäreinheit doch mehr als seltsam. Wie so oft in der Notitia dürfte es sich um einen Abschreibfehler der Kopisten handeln. In Wirklichkeit ist damit wohl ein Numerus barcariorum gemeint. Barcariourum ("Schiffer"), wäre auch eine weitaus treffendere Bezeichnung für eine Marineeinheit. Die Flottille dürfte bis etwa 401 an ihren zwei Standorten (Hauptquartier Brigantium) stationiert gewesen sein. |           |
| | Kavallerie |           |
| Equites stablesiani seniores, Augustanis (Gardereiterei)                                                  | |           |
| Equites stablesiani iuniores, Ponte Aoni, nunc (= nunmehr) Febians (Gardereiterei)                        | |           |
| Equites stablesiani iuniores, Submuntorio (Gardereiterei)                                                 | |           |
| Praefectus alae primae Flaviae Raetorum, Quintanis                                                        | |           |
| Praefectus alae secundae Valeriae singularis, Vallatio                                                    | |           |
| Praefectus alae secundae Valeriae Sequanorum, Vimania                                                     | |           |

## Ostgotenreich
Trotz Auflösung der weströmischen Militär- und Zivilverwaltung bestand das Amt des rätischen Dux auch nach 476 weiter. Nachdem der Ostgotenkönig Theoderich 493 die Macht in Italien an sich gerissen hatte, war Rätien zunächst nur eine – mehr oder weniger sich selbst überlassene – Pufferzone für Italien. Das offenbar größtenteils aus der rätoromanischen Bevölkerung rekrutierte Provinzaufgebot hatte wohl nur noch wenig Gemeinsamkeiten mit der Organisationsstruktur der Limitanei der Spätantike. Der Dux fungierte als sein – weitgehend eigenverantwortlicher – Kommandeur und wurde, wie auch ein Großteil der spätrömischen Provinzordnung, in die ostgotische Militärverwaltung übernommen. Die ostgotischen Duces waren als Statthalter auch für die Gerichtsbarkeit zuständig, hier besonders über den gotischen Teil der Bevölkerung. Sie hatten jedoch, anders als bei ihren westgotischen Verwandten, nur ein zeitlich begrenztes Kommando inne. Theoderich setzte einen Mann mit Namen Servatus als neuen Befehlshaber für das rätische Provinzaufgebot ein.
Servatus hatte wohl auch zivile Befugnisse, da in den Quellen zu dieser Zeit kein neben ihm amtierender Praeses nachzuweisen ist.
Das Amt des rätischen Dux erlosch vermutlich mit Ende der Ostgotenherrschaft, wurde aber später, nach Abtretung Rätiens an das Frankenreich wiederbelebt.